# Masakra w Ganghwa
Masakra Ganghwa (hangul: 강화 양민학살 사건, hancha: 江華良民虐殺事件) – masakra dokonana przez siły wojskowe, policję i bojówki wierne Korei Południowej pomiędzy 6 a 9 stycznia 1951 roku. Jej ofiarą padło od 212 do 1300 nieuzbrojonych mieszkańców powiatu Ganghwa w Inczonie, z których wszyscy byli cywilami. Większość ofiar to współpracownicy północnokoreańskiej Armii Ludowej lub sympatycy komunizmu.
W 2003 roku przez Centrum Kultury Ganghwa został opublikowany specjalny podręcznik historii który opisuje masakrę. 26 lutego 2006 roku, Narodowe Archiwum Korei przyznało się, że władze państwowe dobrze wiedziały o masakrze. 17 lipca 2008 roku, Komisja Prawdy i Pojednania uznała wydarzenia z 1951 roku za masakrę cywilów.